# Liste des Premiers ministres de l'Inde
Cette page dresse la liste des Premiers ministres de l'Inde par ordre chronologique depuis l'Indépendance en 1947.
Le Premier ministre de l'Inde (Prime Minister of India) est le chef du gouvernement central (Central Government ou Union Government). Le titulaire du poste choisit les autres membres de son gouvernement et dirige le conseil des ministres.

## Histoire
L'Inde devient indépendante le 15 août 1947 sous la forme d'un dominion. Le Premier ministre est alors nommé par le gouverneur général, qui représente le monarque. Le 26 janvier 1950, la Constitution entre en vigueur et l'Inde devient une république. Le Premier ministre est depuis nommé par le président de l'Inde.
Quinze personnes ont exercé les fonctions de Premier ministre de l'Inde, dont Gulzarilal Nanda, Premier ministre par intérim à deux reprises. Le premier Premier ministre, Jawaharlal Nehru, est celui qui a passé le plus de temps au pouvoir (près de 17 ans), depuis l'indépendance en 1947 jusqu'à sa mort en 1964. Sa fille Indira Gandhi, et son petit-fils, Rajiv Gandhi ont également été Premiers ministres. Tous sont issus du Congrès national indien qui a été au pouvoir pendant 54 des 73 années écoulées depuis l'indépendance du pays.

## Liste
| Portrait | Portrait                  | Titulaire (naissance-mort) Circonscription                          | Dates du mandat — Élections       | Dates du mandat — Élections | Gouvernement | Parti politique | Parti politique                                     | Faits marquants |
| -------- | ------------------------- | ------------------------------------------------------------------- | --------------------------------- | --------------------------- | ------------ | --------------- | --------------------------------------------------- | --- |
| 1        | Jawaharlal Nehru en 1959. | Jawaharlal Nehru 1889-1964 Député de Phulpur (UP)                   | 15 août 1947                      | 27 mai 1964 [†]             | 1, 2, 3, 4   |                 | Congrès                                             | Figure du mouvement pour l'Indépendance et du Congrès, premier Premier ministre de l'Inde indépendante, Nehru mène la première guerre indo-pakistanaise (1947) ainsi que l'annexion de l'Hyderabad (1948) et de Goa (1961). Il lance une politique d'industrialisation et de réforme agraire et réorganise les États sur une base linguistique. L'Inde joue un rôle majeur dans le Mouvement des non-alignés. Après la guerre sino-indienne (1962), la santé de Nehru décline et il meurt le 27 mai 1964. |
| 1        | Jawaharlal Nehru en 1959. | Jawaharlal Nehru 1889-1964 Député de Phulpur (UP)                   | 1945 [Raj], 1951-1952, 1957, 1962 |                             | 1, 2, 3, 4   |                 | Congrès                                             | Figure du mouvement pour l'Indépendance et du Congrès, premier Premier ministre de l'Inde indépendante, Nehru mène la première guerre indo-pakistanaise (1947) ainsi que l'annexion de l'Hyderabad (1948) et de Goa (1961). Il lance une politique d'industrialisation et de réforme agraire et réorganise les États sur une base linguistique. L'Inde joue un rôle majeur dans le Mouvement des non-alignés. Après la guerre sino-indienne (1962), la santé de Nehru décline et il meurt le 27 mai 1964. |
| —        |                           | Gulzarilal Nanda 1898-1998 Député de Sabarkantha (GJ)               | 27 mai 1964                       | 9 juin 1964                 |              |                 | Congrès                                             | Ministre du Travail et de l'Emploi, Nanda exerce l'intérim pendant les 13 jours de deuil qui suivent le décès de Nehru. |
| —        | —                         | Gulzarilal Nanda 1898-1998 Député de Sabarkantha (GJ)               |                                   |                             |              |                 | Congrès                                             | Ministre du Travail et de l'Emploi, Nanda exerce l'intérim pendant les 13 jours de deuil qui suivent le décès de Nehru. |
| 2        | Sur un timbre hongrois.   | Lal Bahadur Shastri 1904-1966 Député d'Allahabad (UP)               | 9 juin 1964                       | 11 janvier 1966 [†]         | •            |                 | Congrès                                             | Ministre des Affaires extérieures dans le précédent gouvernement et membre de l'aile socialiste du Congrès, Shastri est choisi comme nouveau Premier ministre par les députés du parti. Il poursuit la politique de planification de l'économie initiée par Nehru et lance l'opération Flood de développement de la production de lait. Il continue la politique de non-alignement mais se rapproche de l'Union soviétique. Il mène la deuxième guerre indo-pakistanaise en 1965 avant de signer la déclaration de Tachkent avec le Pakistan, sous médiation soviétique. Il meurt juste après d'une crise cardiaque. |
| 2        | Sur un timbre hongrois.   | Lal Bahadur Shastri 1904-1966 Député d'Allahabad (UP)               | —                                 |                             | •            |                 | Congrès                                             | Ministre des Affaires extérieures dans le précédent gouvernement et membre de l'aile socialiste du Congrès, Shastri est choisi comme nouveau Premier ministre par les députés du parti. Il poursuit la politique de planification de l'économie initiée par Nehru et lance l'opération Flood de développement de la production de lait. Il continue la politique de non-alignement mais se rapproche de l'Union soviétique. Il mène la deuxième guerre indo-pakistanaise en 1965 avant de signer la déclaration de Tachkent avec le Pakistan, sous médiation soviétique. Il meurt juste après d'une crise cardiaque. |
| —        |                           | Gulzarilal Nanda 1898-1998 Député de Sabarkantha (GJ)               | 11 janvier 1966                   | 24 janvier 1966             |              |                 | Congrès                                             | Ministre de l'Intérieur, Nanda assume de nouveau l'intérim après le décès de Shastri. |
| —        | —                         | Gulzarilal Nanda 1898-1998 Député de Sabarkantha (GJ)               |                                   |                             |              |                 | Congrès                                             | Ministre de l'Intérieur, Nanda assume de nouveau l'intérim après le décès de Shastri. |
| 3        |                           | Indira Gandhi 1917-1984 Députée de Rae Bareli (UP)                  | 24 janvier 1966                   | 24 mars 1977                | 1, 2         |                 | Congrès                                             | Fille de Jawaharlal Nehru et membre de l'aile socialiste du Congrès, elle est choisie Première ministre par le parti face à Morarji Desai, représentant de l'aile conservatrice, mais le parti se divise en 1969. Gandhi renforce la planification de l'économie et nationalise de nombreux secteurs, notamment les banques, le charbon, les assurances et le pétrole. Son gouvernement organise la Révolution verte, supprime les pensions versées aux anciens princes et réorganise les États du Pendjab et du Nord-Est. Gandhi combat l'insurrection communiste au Bengale, engage l'Inde dans la troisième guerre indo-pakistanaise en soutien au Bangladesh et lance le programme nucléaire. Sa direction centralisée et autoritaire soulève de nombreuses oppositions alors qu'elle est condamnée par les tribunaux pour fraude électorale. En 1975, Gandhi fait proclamer l'état d'urgence ce qui lui permet de gouverner par décret, d'arrêter les opposants sans procès, de modifier la Constitution dans un sens autoritaire ou de mener des politiques sociales controversées comme des stérilisations forcées. Les prisonniers politiques sont libérés en 1977 et des élections convoquées : le Congrès subit alors une lourde défaite. |
| 3        | 1967, 1971                | Indira Gandhi 1917-1984 Députée de Rae Bareli (UP)                  |                                   |                             | 1, 2         |                 | Congrès                                             | Fille de Jawaharlal Nehru et membre de l'aile socialiste du Congrès, elle est choisie Première ministre par le parti face à Morarji Desai, représentant de l'aile conservatrice, mais le parti se divise en 1969. Gandhi renforce la planification de l'économie et nationalise de nombreux secteurs, notamment les banques, le charbon, les assurances et le pétrole. Son gouvernement organise la Révolution verte, supprime les pensions versées aux anciens princes et réorganise les États du Pendjab et du Nord-Est. Gandhi combat l'insurrection communiste au Bengale, engage l'Inde dans la troisième guerre indo-pakistanaise en soutien au Bangladesh et lance le programme nucléaire. Sa direction centralisée et autoritaire soulève de nombreuses oppositions alors qu'elle est condamnée par les tribunaux pour fraude électorale. En 1975, Gandhi fait proclamer l'état d'urgence ce qui lui permet de gouverner par décret, d'arrêter les opposants sans procès, de modifier la Constitution dans un sens autoritaire ou de mener des politiques sociales controversées comme des stérilisations forcées. Les prisonniers politiques sont libérés en 1977 et des élections convoquées : le Congrès subit alors une lourde défaite. |
| 4        |                           | Morarji Desai 1896-1995 Député de Surat (GJ)                        | 24 mars 1977                      | 28 juillet 1979 [dém.]      | •            |                 | Janata Party                                        | Ancien membre du Congrès, emprisonné pendant l'état d'urgence, Desai est choisi comme Premier ministre après la victoire du Janata Party, une coalition de partis opposés à Indira Gandhi. Le gouvernement Desai abroge de nombreuses décisions prises par Gandhi qu'il fait poursuivre par la justice. Il rétablit également les liens diplomatiques avec la Chine, améliore les relations avec le Pakistan, établit la commission Mandal sur les basses castes. À la suite de dissensions au sein du Janata Party et de la démission du vice-Premier ministre Charan Singh, Desai démissionne en 1979. |
| 4        | 1977                      | Morarji Desai 1896-1995 Député de Surat (GJ)                        |                                   |                             | •            |                 | Janata Party                                        | Ancien membre du Congrès, emprisonné pendant l'état d'urgence, Desai est choisi comme Premier ministre après la victoire du Janata Party, une coalition de partis opposés à Indira Gandhi. Le gouvernement Desai abroge de nombreuses décisions prises par Gandhi qu'il fait poursuivre par la justice. Il rétablit également les liens diplomatiques avec la Chine, améliore les relations avec le Pakistan, établit la commission Mandal sur les basses castes. À la suite de dissensions au sein du Janata Party et de la démission du vice-Premier ministre Charan Singh, Desai démissionne en 1979. |
| 5        |                           | Charan Singh 1902-1987 Député de Baghpat (UP)                       | 28 juillet 1979                   | 14 janvier 1980 [dém.]      | •            |                 | Janata Party (Secular) (avec le soutien du Congrès) | Singh est nommé Premier ministre après la démission de Desai mais, incapable de former une majorité à la Lok Sabha après la défection de nombreux élus du Janata Party, il démissionne et de nouvelles élections sont convoquées. |
| 5        | —                         | Charan Singh 1902-1987 Député de Baghpat (UP)                       |                                   |                             | •            |                 | Janata Party (Secular) (avec le soutien du Congrès) | Singh est nommé Premier ministre après la démission de Desai mais, incapable de former une majorité à la Lok Sabha après la défection de nombreux élus du Janata Party, il démissionne et de nouvelles élections sont convoquées. |
| (3)      |                           | Indira Gandhi 1917-1984 Députée de Medak (AP)                       | 14 janvier 1980 [II]              | 31 octobre 1984 [†]         | 3            |                 | Congrès                                             | Redevenue populaire en partie grâce aux procès intentés contre elle par le gouvernement Janata et faisant campagne pour « Un gouvernement qui fonctionne » après l'effondrement de la coalition précédente, Gandhi remporte les élections de 1980 et redevient Première ministre. Elle ordonne en 1984 l'opération Blue Star contre les insurgés sikhs réfugiés dans le Temple d'Or autour de Bhindranwale : le complexe du Temple est en partie détruit et plusieurs centaines de civils sont tués. Le 31 octobre 1984, elle est assassinée par ses gardes du corps sikhs. |
| (3)      | 1980                      | Indira Gandhi 1917-1984 Députée de Medak (AP)                       |                                   |                             | 3            |                 | Congrès                                             | Redevenue populaire en partie grâce aux procès intentés contre elle par le gouvernement Janata et faisant campagne pour « Un gouvernement qui fonctionne » après l'effondrement de la coalition précédente, Gandhi remporte les élections de 1980 et redevient Première ministre. Elle ordonne en 1984 l'opération Blue Star contre les insurgés sikhs réfugiés dans le Temple d'Or autour de Bhindranwale : le complexe du Temple est en partie détruit et plusieurs centaines de civils sont tués. Le 31 octobre 1984, elle est assassinée par ses gardes du corps sikhs. |
| 6        |                           | Rajiv Gandhi 1944-1991 Député d'Amethi (UP)                         | 31 octobre 1984                   | 2 décembre 1989             | •            |                 | Congrès                                             | Rajiv Gandhi, fils d'Indira Gandhi, devient Premier ministre après la mort de sa mère. L'assassinat d'Indira déclenche des massacres de sikhs qui font plusieurs milliers de morts. Le Congrès remporte un succès sans précédent lors des élections qui suivent. Son gouvernement lève une partie du contrôle de l'État sur l'économie et engage l'Inde dans la guerre civile au Sri Lanka. En 1986, Rajiv Gandhi est impliqué dans un scandale de corruption, l'affaire Bofors. |
| 6        | 1984                      | Rajiv Gandhi 1944-1991 Député d'Amethi (UP)                         |                                   |                             | •            |                 | Congrès                                             | Rajiv Gandhi, fils d'Indira Gandhi, devient Premier ministre après la mort de sa mère. L'assassinat d'Indira déclenche des massacres de sikhs qui font plusieurs milliers de morts. Le Congrès remporte un succès sans précédent lors des élections qui suivent. Son gouvernement lève une partie du contrôle de l'État sur l'économie et engage l'Inde dans la guerre civile au Sri Lanka. En 1986, Rajiv Gandhi est impliqué dans un scandale de corruption, l'affaire Bofors. |
| 7        |                           | V. P. Singh 1931-2008 Député de Fatehpur (UP)                       | 2 décembre 1989                   | 10 novembre 1990 [déf.]     | •            |                 | Janata Dal (Front national)                         | Singh est désigné Premier ministre après la défaite du Congrès aux élections de 1989 et forme un gouvernement de coalition minoritaire avec le soutien extérieur du Front de gauche et du BJP. Il met fin à l'intervention indienne au Sri Lanka et apaise la situation au Penjab. Singh applique une partie des recommandations de la commission Mandal pour des quotas pour les basses castes. En 1990, il fait arrêter la campagne du BJP pour la construction d'un temple hindou à la place de la mosquée d'Ayodhya. Le BJP retire son soutien au gouvernement, une partie des députés de la coalition fait défaut et le gouvernement chute. |
| 7        | 1989                      | V. P. Singh 1931-2008 Député de Fatehpur (UP)                       |                                   |                             | •            |                 | Janata Dal (Front national)                         | Singh est désigné Premier ministre après la défaite du Congrès aux élections de 1989 et forme un gouvernement de coalition minoritaire avec le soutien extérieur du Front de gauche et du BJP. Il met fin à l'intervention indienne au Sri Lanka et apaise la situation au Penjab. Singh applique une partie des recommandations de la commission Mandal pour des quotas pour les basses castes. En 1990, il fait arrêter la campagne du BJP pour la construction d'un temple hindou à la place de la mosquée d'Ayodhya. Le BJP retire son soutien au gouvernement, une partie des députés de la coalition fait défaut et le gouvernement chute. |
| 8        |                           | Chandra Shekhar 1927-2007 Député de Ballia (UP)                     | 10 novembre 1990                  | 21 juin 1991                | •            |                 | Samajwadi Janata Party (avec le soutien du Congrès) | Après la chute du gouvernement Singh, Shekhar quitte le Janata Dal et forme un nouveau gouvernement avec le soutien extérieur du Congrès. Le Congrès se retire finalement et de nouvelles élections sont convoquées. |
| 8        | —                         | Chandra Shekhar 1927-2007 Député de Ballia (UP)                     |                                   |                             | •            |                 | Samajwadi Janata Party (avec le soutien du Congrès) | Après la chute du gouvernement Singh, Shekhar quitte le Janata Dal et forme un nouveau gouvernement avec le soutien extérieur du Congrès. Le Congrès se retire finalement et de nouvelles élections sont convoquées. |
| 9        |                           | P. V. Narasimha Rao 1921-2004 Député de Nandyal (AP)                | 21 juin 1991                      | 16 mai 1996                 | •            |                 | Congrès                                             | Rajiv Gandhi est assassiné en pleine campagne électorale et, après la victoire du Congrès, Rao est désigné comme Premier ministre. Son gouvernement entreprend une libéralisation de l'économie. En 1992, la mosquée de Babri à Ayodhya est détruite par des nationalistes hindous, ce qui déclenche des émeutes dans de nombreuses villes de pays qui font 2 000 morts. |
| 9        | 1991                      | P. V. Narasimha Rao 1921-2004 Député de Nandyal (AP)                |                                   |                             | •            |                 | Congrès                                             | Rajiv Gandhi est assassiné en pleine campagne électorale et, après la victoire du Congrès, Rao est désigné comme Premier ministre. Son gouvernement entreprend une libéralisation de l'économie. En 1992, la mosquée de Babri à Ayodhya est détruite par des nationalistes hindous, ce qui déclenche des émeutes dans de nombreuses villes de pays qui font 2 000 morts. |
| 10       |                           | Atal Bihari Vajpayee 1924-2018 Député de Lucknow (UP)               | 16 mai 1996                       | 1er juin 1996               | 1            |                 | BJP                                                 | Les élections de 1996 débouchent sur un parlement sans majorité. Le BJP étant le premier parti, le président invite Vajpayee à former un gouvernement mais il ne parvient pas à trouver de majorité et démissionne après 16 jours. |
| 10       | 1996                      | Atal Bihari Vajpayee 1924-2018 Député de Lucknow (UP)               |                                   |                             | 1            |                 | BJP                                                 | Les élections de 1996 débouchent sur un parlement sans majorité. Le BJP étant le premier parti, le président invite Vajpayee à former un gouvernement mais il ne parvient pas à trouver de majorité et démissionne après 16 jours. |
| 11       |                           | H. D. Deve Gowda né en 1933 Membre de la Rajya Sabha pour le Kerala | 1er juin 1996                     | 21 avril 1997 [dém.]        | •            |                 | Janata Dal (Front uni)                              | Après l'échec du BJP, Gowda est choisi comme Premier ministre d'un gouvernement de coalition minoritaire, soutenue de l'extérieur par le Congrès. Le Congrès retire son soutien en avril 1997. |
| 11       | —                         | H. D. Deve Gowda né en 1933 Membre de la Rajya Sabha pour le Kerala |                                   |                             | •            |                 | Janata Dal (Front uni)                              | Après l'échec du BJP, Gowda est choisi comme Premier ministre d'un gouvernement de coalition minoritaire, soutenue de l'extérieur par le Congrès. Le Congrès retire son soutien en avril 1997. |
| 12       |                           | Inder Kumar Gujral 1919-2012 Membre de la Rajya Sabha pour le Bihar | 21 avril 1997                     | 19 mars 1998                | •            |                 | Janata Dal (Front uni)                              | Après la démission de Gowda, Gujral forme un nouveau gouvernement de coalition minoritaire. Le gouvernement est affaibli par des scandales de corruption au sein des partis participant et de nouvelles élections sont convoquées après que le Congrès retire de nouveau son soutien. |
| 12       | —                         | Inder Kumar Gujral 1919-2012 Membre de la Rajya Sabha pour le Bihar |                                   |                             | •            |                 | Janata Dal (Front uni)                              | Après la démission de Gowda, Gujral forme un nouveau gouvernement de coalition minoritaire. Le gouvernement est affaibli par des scandales de corruption au sein des partis participant et de nouvelles élections sont convoquées après que le Congrès retire de nouveau son soutien. |
| (10)     |                           | Atal Bihari Vajpayee 1924-2018 Député de Lucknow (UP)               | 19 mars 1998 [II]                 | 19 mai 2004                 | 2, 3         |                 | BJP (NDA)                                           | Le BJP arrive de nouveau en tête aux 1998 et forme un gouvernement de coalition, l'Alliance démocratique nationale (NDA). Vajpayee lance des essais nucléaires en mai 1998 et renoue des relations avec le Pakistan mais l'infiltration de soldats pakistanais au Cachemire provoque la guerre de Kargil. Après le retrait de l'AIADMK et de nouvelles élections en 1999, Vajpayee est reconduit avec une majorité stable. Il poursuit les réformes économiques et la libéralisation : l'Inde connait d'importants taux de croissance. |
| (10)     | 1998, 1999                | Atal Bihari Vajpayee 1924-2018 Député de Lucknow (UP)               |                                   |                             | 2, 3         |                 | BJP (NDA)                                           | Le BJP arrive de nouveau en tête aux 1998 et forme un gouvernement de coalition, l'Alliance démocratique nationale (NDA). Vajpayee lance des essais nucléaires en mai 1998 et renoue des relations avec le Pakistan mais l'infiltration de soldats pakistanais au Cachemire provoque la guerre de Kargil. Après le retrait de l'AIADMK et de nouvelles élections en 1999, Vajpayee est reconduit avec une majorité stable. Il poursuit les réformes économiques et la libéralisation : l'Inde connait d'importants taux de croissance. |
| 13       |                           | Manmohan Singh 1932-2024 Membre de la Rajya Sabha pour l'Assam      | 22 mai 2004                       | 26 mai 2014                 | 1, 2         |                 | Congrès (UPA)                                       | Après la victoire du Congrès et le renoncement de Sonia Gandhi, Singh prend la tête d'un gouvernement de coalition. Le gouvernement met en place des programmes d'emplois garantis et de santé dans les zones rurales, adopte une loi sur le droit à l'information, signe un accord sur le nucléaire civil avec les États-Unis et adhère aux BRICS. Réélu en 2009, le gouvernement est atteint par des scandales de corruption alors que la crise économique fait baisser le taux de croissance. |
| 13       | 2004, 2009                | Manmohan Singh 1932-2024 Membre de la Rajya Sabha pour l'Assam      |                                   |                             | 1, 2         |                 | Congrès (UPA)                                       | Après la victoire du Congrès et le renoncement de Sonia Gandhi, Singh prend la tête d'un gouvernement de coalition. Le gouvernement met en place des programmes d'emplois garantis et de santé dans les zones rurales, adopte une loi sur le droit à l'information, signe un accord sur le nucléaire civil avec les États-Unis et adhère aux BRICS. Réélu en 2009, le gouvernement est atteint par des scandales de corruption alors que la crise économique fait baisser le taux de croissance. |
| 14       |                           | Narendra Modi né en 1950 Député de Varanasi (UP)                    | Depuis le 26 mai 2014             | Depuis le 26 mai 2014       | 1, 2, III    |                 | BJP (NDA)                                           | Après la large victoire du BJP aux élections de 2014, Modi — controversé ministre en chef du Gujarat — forme le gouvernement. Son gouvernement encourage les investissements directs étrangers, investit dans les infrastructures tout en diminuant les dépenses sociales et de santé. Il libéralise le marché du travail et assouplit les normes environnementales. |
| 14       | 2014, 2019, 2024          | Narendra Modi né en 1950 Député de Varanasi (UP)                    |                                   |                             | 1, 2, III    |                 | BJP (NDA)                                           | Après la large victoire du BJP aux élections de 2014, Modi — controversé ministre en chef du Gujarat — forme le gouvernement. Son gouvernement encourage les investissements directs étrangers, investit dans les infrastructures tout en diminuant les dépenses sociales et de santé. Il libéralise le marché du travail et assouplit les normes environnementales. |

- Raj  Ces élections se tiennent sous le Raj britannique.
- †  Mort en cours de mandat.
- II  Retour au pouvoir après un précédent mandat.
- dém.  Démission.
- déf.  Démission après un vote de défiance.